# Rukomet na OI 1988. – muškarci
Muški rukometni turnir na OI 1984. U Seulu održan je od 20. rujna do 1. listopada. Branitelj naslova bila je Jugoslavija, a svoj drugi i posljednji naslov osvojio je Sovjetski Savez.

## Turnir

### Skupina A
|    | Reprezentacija | Bod. | Utakmica | Pob. | N. | Por. | Pos. | Pri. | RP  |
| -- | -------------- | ---- | -------- | ---- | -- | ---- | ---- | ---- | --- |
| 1. | SSSR           | 10   | 5        | 5    | 0  | 0    | 130  | 82   | +48 |
| 2. | Jugoslavija    | 7    | 5        | 3    | 1  | 1    | 116  | 109  | +7  |
| 3. | Švedska        | 6    | 5        | 3    | 0  | 2    | 106  | 91   | +15 |
| 4. | Island         | 5    | 5        | 2    | 1  | 2    | 96   | 102  | -6  |
| 5. | Alžir          | 2    | 5        | 1    | 0  | 4    | 89   | 109  | -20 |
| 6. | SAD            | 0    | 5        | 0    | 0  | 5    | 81   | 125  | -44 |

20. rujna 1988.
|  | Jugoslavija | 18:24 | SSSR  |  |
|  | Švedska     | 21:18 | Alžir |  |
|  | Island      | 22:15 | SAD   |  |

22. rujna 1988.
|  | Jugoslavija | 31:23 | SAD   |  |
|  | Švedska     | 18:22 | SSSR  |  |
|  | Island      | 22:16 | Alžir |  |

24. rujna 1988.
|  | Jugoslavija | 23:22 | Alžir  |  |
|  | Švedska     | 20:14 | Island |  |
|  | SSSR        | 26:14 | SAD    |  |

26. rujna 1988.
|  | Jugoslavija | 19:19 | Island |  |
|  | Švedska     | 26:12 | SAD    |  |
|  | SSSR        | 26:13 | Alžir  |  |

28. rujna 1988.
|  | SAD         | 17:20 | Alžir   |  |
|  | Island      | 19:32 | SSSR    |  |
|  | Jugoslavija | 25:21 | Švedska |  |

### Skupina B
|    | Reprezentacija   | Bod. | Utakmica | Pob. | N. | Por. | Pos. | Pri. | RP  |
| -- | ---------------- | ---- | -------- | ---- | -- | ---- | ---- | ---- | --- |
| 1. | Južna Koreja     | 8    | 5        | 4    | 0  | 1    | 127  | 117  | +10 |
| 2. | Mađarska         | 6    | 5        | 3    | 0  | 2    | 102  | 93   | +9  |
| 3. | Čehoslovačka     | 6    | 5        | 3    | 0  | 2    | 109  | 103  | +6  |
| 4. | Istočna Njemačka | 6    | 5        | 3    | 0  | 2    | 109  | 100  | +9  |
| 5. | Španjolska       | 4    | 5        | 2    | 0  | 3    | 101  | 106  | -5  |
| 6. | Japan            | 0    | 5        | 0    | 0  | 5    | 97   | 126  | -29 |

20. rujna 1988.
|  | Mađarska         | 20:22 | Južna Koreja |  |
|  | Istočna Njemačka | 25:18 | Japan        |  |
|  | Španjolska       | 17:20 | Čehoslovačka |  |

22. rujna 1988.
|  | Mađarska         | 16:19 | Čehoslovačka |  |
|  | Istočna Njemačka | 22:23 | Južna Koreja |  |
|  | Španjolska       | 25:19 | Japan        |  |

24. rujna 1988.
|  | Mađarska         | 22:19 | Japan        |  |
|  | Istočna Njemačka | 21:20 | Španjolska   |  |
|  | Južna Koreja     | 29:28 | Čehoslovačka |  |

26. rujna 1988.
|  | Mađarska         | 26:16 | Španjolska   |  |
|  | Istočna Njemačka | 24:21 | Čehoslovačka |  |
|  | Južna Koreja     | 33:24 | Japan        |  |

28. rujna 1988.
|  | Čehoslovačka | 21:18 | Japan            |  |
|  | Španjolska   | 23:20 | Južna Koreja     |  |
|  | Mađarska     | 18:17 | Istočna Njemačka |  |

### Utakmice za plasman
30. rujna 1988.
Za 11. mjesto
- SAD -  Japan 21:24

Za 9. mjesto
- Alžir -  Španjolska 15:21

Za 7. mjesto
- Island -  Istočna Njemačka 29:31

Za 5. mjesto
- Švedska -  Čehoslovačka 27:18

1. listopada 1988.
Za broncu
- Jugoslavija -  Mađarska 27:23

Za zlato
- SSSR -  Južna Koreja 32:25

| Zlato | Srebro | Bronca |
| --- | --- | --- |
| SSSR Andrej Lavrov * Aljaksandr Tučkin Aleksandr Rymanov Aleksandr Karšakevič Jurij Nesterov Georgij Sviridenko Andrej Čumencov Mihail Vasilijev Vjačeslav Atavin Valdemar Novicki Igor Čumak Konstantin Šarovarov Valerij Gopin | Južna Koreja Yoon Tae-Il Kim Jae-Hwan Shin Yung-Suk Park Do-Hun Park Young-Dae Koh Suk-Chang Roh Hyun-Suk Oh Young-Ki Choi Suk-Jae Kang Jae-Won Lee Sang-Hyo Lee Jin-Suk Shim Jae-Hong | SFR Jugoslavija Momir Rnić Zlatko Saračević Iztok Puc Goran Perkovac Irfan Smajlagić Zlatko Portner Veselin Vujović Jožef Holpert Mirko Bašić Alvaro Načinović Slobodan Kuzmanovski Ermin Velić Rolando Pušnik Boris Jarak Muhamed Memić |